# Killer Aspect
Killer Aspect är en finsk rockgrupp bildad 2004 i Helsingfors av de före detta Killer-medlemmarna Timo Huhtala och Teijo Jämsä, samt Samuli Relander från The Winyls och Personal Aspect.

## Medlemmar
- Max Paananen - sång
- Samuli Relander - gitarr
- Valeri Drobych - gitarr
- Timo Huhtala - bas
- Teijo Jämsä - trummor

Tidigare medlemmar
- Jukka Backlund - keyboards